# María de los Llanos Massó Linares
María de los Llanos Massó Linares   (Albacete, 1965), coneguda simplement com a Llanos Massó, és una política valenciana, diputada per Vox a les Corts Valencianes des de 2019 i presidenta de les Corts Valencianes des de juny de 2023.

## Trajectòria
Té estudis en Ciències Religioses (Institut de Ciències Religioses del Bisbat de Sogorb-Castelló) és tècnica en audiopròtesi i també va començar estudis en física. Va ser membre de la plataforma Hazte Oír. Més endavant es va afiliar a Vox, el 2015. Des de llavors, ha sigut la presidenta de Vox a Castelló i s'ha presentat a totes les eleccions. Entre 2019 i 2023 va presentar més de 600 iniciatives parlamentàries, especialment vinculades a l'àmbit de l'educació i el valencià. En este període ha sigut portaveu adjunta de Vox a les Corts i vocal de la comissió d'educació i hisenda.
Casada i mare de dues filles, Massó Linares defensa el pin parental i s'ha posicionat diversos colps en contra de l'avortament, a favor de la cadena perpètua pels violadors, i a favor de la supressió de la televisió pública À Punt. Pel que fa al valencià, en l'exercici del càrrec com a presidenta de les Corts Valencianes, tot i no ésser valencianoparlant, ha negat la unitat de la llengua, s'ha pronunciat a favor del secessionisme lingüístic i de les normes del Puig adoptades per la Real Acadèmia de Cultura Valenciana i també ha proposat que es buscara una alternativa normativa que desacrediti l'Acadèmia Valenciana de la Llengua i al marge de les disposicions legals de l'Estatut d'Autonomia valencià.